# マーダー・ドローンズ
Murder Drones（マーダー・ドローンズ、殺人ドローン）はグリッチ・プロダクションズが制作したWebアニメ。
監修、脚本はリアム・ヴィッカースが担当。日本ではマーダー・ドローン、マーダー・ドローンズと紹介される場合がある。

## 概要
2021年10月29日にYouTubeでパイロット版が初公開された。
2022年11月18日に全8話のアニメーション作品として公開される事が発表された。

## あらすじ
太陽系外の銀河に存在する惑星「カッパー9」。かつて人間が事故を起こした事から、この惑星内の生物は既に絶滅しており、それを機にドローン達は人類が遺した様々な機器や設備を利用して創造者である人間と同じような生活を送っていた。
だがドローンの親会社『JC JENSON IN SPAAAAACE』社はこの事が気に食わず、地球から殺人ドローンを送り込んで、カッパー9内にいる全ての現存する作業ドローンを粛清しようとする。

## 登場人物
日本語に吹き替えられているものの、一部の声優は不明。

### 作業ドローン
元々人間の支配下で惑星の鉱物の採取などをしていたロボット。かつては全て作業用ヘルメットとコートという同じ姿をしていたが、人間がいなくなってからは外観や性格に個性が生じている。
目の部分は電光掲示板のようなスクリーン状になっており、個体ごとに目の色が異なるほか、特定の作業ドローン以外は基本的にヘルメットを着用している。
人間の生理現象や習慣もある程度再現されており、血液などの体液を有しているほか、睡眠や勉強も行う。分解ドローンの襲来により、作業ドローンの多くが避難用シェルターで生活している。
更には赤ん坊の姿をした個体も存在していることから、成長もするようである。
ウージー（Uzi）
声 - 王怜馨（エルシー・ラブロック）
今作の主人公。紫色の目と黒いジャージ、ニット帽が特徴。
避難用シェルター内で学生として生活していたが、父のカーン達が分解ドローン達に対して籠城以外何の抵抗もしない事にうんざりし、外の世界に出ていく。
地球に向けて迫ってくる生みの会社を駆逐する「人類根絶」を目論んでいる。緑色に光るレールガンを所持している。
分解ドローンであるJとの初戦に電磁波を喰らいながらも、何とか勝利した後、完全問題解決プログラム「アブソリュート・ソルバー」が発現、エピソード3で覚醒した。念力やテレポート、自己再生、物質変換、他人の過去の記憶に関与するなどの多彩な能力を持っている。しかし、咄嗟に発動すると暴走(物体を生物に変換)し始め、分解ドローンの羽と尾の部位に酷似したソルバーウージー(Solver Uzi)へと変化を遂げた。
アブソリュート・ソルバーと関係しているのか、ウージーが身に付けている首輪は元々は亡き母ノリ(Nori)が身に付けている番号入り首輪(002)で他のドローンとは違う生産の個体かは不明。
サド （Thad）
声 - 久賀凌大（ショーン・チップロック）
ウージーの同級生。他の作業ドローンと異なり、分解ドローンに立ち向かう勇敢な性格。ウージーとNに対しては、命を助けてもらったことがあるので、他の作業ドローンより好意的。
リズィー（Lizzy）
声 - Arran（ケイトリン・ディゾン）
ウージーの同級生。女性型で目のカラーはピンク。
動物の耳が付いた赤いヘルメットを装着しているのが特徴。常にスマホを手放さない。
ブレイデン（Braden）
声 - 不明
ウージーの同級生。男性型で目のカラーは水色。ウージーが授業の退屈凌ぎに、知覚を乗っ取られた挙句、頭が発火し炎上状態が続く。
エピソード4でウージーが提案した遠足の行き先の雪のお陰で消えたが、その後にソルバーウージーに斬首された。
エンディングの最期に彼の追悼が捧げられている。
カーン（Khan）
声 - 不明
ウージーの父親。臆病な性格。娘であるウージーを気にかけている。作品ではしばしば、ぞんざいな扱いを受ける事が多い。
ドール (doll)
声 - 不明
ウージーの同級生。女性型で目のカラーは赤。話し言葉に多言語が出るなど他の作業ドローンと印象が異なる。
作業ドローンと一風違う原因は、分解ドローンが地球に襲来した時期、Vが彼女の両親を殺害したのを目撃し、その衝撃かウージーと同じくアブソリュート・ソルバーが発現し、この力でVへの復讐を画策していた。偶然なのか左手首にはウージーと同じ番号入り首輪(048)を巻いている。この番号は母イェヴァ(Yeva)の番号である。
実行日は学校でプロムが行われ、丁度Vがプロム会場に襲撃し、計画通りプロムクイーンに選ばれた隙にいざ実行するも、運悪くウージーとNに食い止められた挙句、Vのミサイルを喰らい消息不明になった。ミサイルが撃たれる前、ウージーの首輪を見て「私が探しているものを見つけたら、私も助けてあげる」と誓いを残していた。エピソード5で生存しており、右目にボタン型の眼帯をしている。　
アリス（alice）
声 - 魚住アリナ
ドローンを解体し、パーツを集める事を趣味としている女性型ドローン。目のカラーはオレンジ。
現在は地下に沈んでいる「JC JENSON IN SPAAAAACE」社ビルに住み着いている。
ボー (beau)
声 - 不明
両腕が分解ドローンの腕となっている赤ん坊型のドローン。アリスと共に行動する。
ノリ (Nori)
声 - 池谷麻里
ウージーの母親。目のカラーは彼女と同じく紫。
過去に未知の分解ドローンからナナイト酸による損傷を受けてしまい、カーンによって安楽死させられていた。
しかし、エピソード7にて、コアを体から切り離すことで生き延びていたことが発覚した。
夫のカーンを見つけ出すと同時に、娘のウージーの中に潜むソルバーを消去することを目的としてカッパー9の深部で活動を続けている。

### 殺人ドローン
文明を勝手に築いた作業ドローン達を粛清する目的で地球から派遣された人型兵器。正式な名前は『分解ドローン』（Disassembly Drones）。
姿は悪魔が擬人化したような風貌で作業ドローンの1.5倍ほどの背丈があり、両手には様々な武器が内蔵されている。
また、頭部に並んだカチューシャのような5つのライト、かなり小さく折り畳める巨大な翼、再生能力を備えている。先の尖った尾にはナナイト酸が含まれ、これに侵された作業ドローンは時間をかけて溶かされる。 
名前もロボットらしく、アルファベットが割り振られている点が特徴的。
かつて人類がカッパー9で生存していた頃は、ジェームスという人間の豪邸の執事を務めていた。
個体により髪型や服装が異なるが、個性は作業ドローンより控え目である。弱点は日光であり、日光を浴びると忽ち消滅する。
N
声 - 菅原壮一郎
今作の準主人公。
ウージーが作業ドローンの死体の山の中で遭遇した男性型分解ドローン。他の個体と同様に残虐ではあるが、気さくな一面もある。
ウージーから「全ての作業ドローンを抹殺した後、会社は今後分解ドローンはどうする？」と問いかけられ、そのことを気に掛けリーダーのJに伝えた所、粛清されそうになるが、ウージーに助けられたことがきっかけで友達として、以降ウージーと共に、互いを助け合いながら歩む。
V
声 - Arran
Nと同じ部隊に所属する女性型分解ドローン。他の分解ドローンと比べて、作業ドローンを抹殺する事に快楽を感じるサディスト。
エピソード1での戦闘終了後、ウージーとNに捕縛されたのち、2人と共に行動することになる。だが、殺戮行動を反省していない面があり、その点に関しては2人によく思われていない。
作中以外では、PVやパイロット版サムネイルに単体で飾られる事が多い。
J
声 - 本間詩織
ツインテールが特徴的な分解ドローン。 N・Vと同じ部隊のリーダー。
高圧的な性格でNの事を蔑んでいたが、彼がウージー達の避難所のドアを突破するという成果を挙げた際に、その事を評価し社名入りのペンを渡す。
エピソード2にて、分解ドローンに内蔵されている心臓「アブソリュート・ハート」が活動し始め、その死骸を成れ果てた姿「エルドリッチJ」に変貌させた。
シェルター内の天井に潜み、自身が作り出したドローンのホログラムを用いた錯覚や目の前でカーンを殺害することで、ウージーを精神的に追い込んだが、自身が破壊したウージーのレールガンの爆発で体が粉砕され、完全に消滅した。
更に辛うじて残ったアブソリュート・ハートはNにより溶かされた。

### 人間
テッサ
声 - 出口美佳
JC JENSON IN SPAAAAACE社の認定技術士。本名はテッサ・ジェームス・エリオット（Tessa James Elliot）。
エピソード2の回想にて登場したジェームスの娘。所持する剣と銃は昔、住んでいた豪邸から盗んだもの。
エピソード3終盤、宇宙船でカッパー9に到着、新型のJと共にドローンのメンテナンスに取り掛かる。
そのメンテナンスとは、アブソリュート・ソルバーに感染したドローンの調査を目的としたものである。
ジェームス
声 - 不明
テッサの母。本名はルイザ・ジェームス・エリオット（Louisa James Elliot）。
本編においては既に故人である描写がされている。

### その他
シン(Cyn)
声 - 本間詩織
執事時代のN達と共にエリオット邸で働いていた作業ドローン。エピソード2から登場し、同時点では回想のみで登場している。
他の作業ドローンより小柄で、抑揚を付けない喋り方（いわゆるロボット喋り）をする。
雇い主のジェームスからはドローン達の中でも特に嫌われていた模様。
アブソリュート・ソルバーを最初に発現させたドローンでもあり、不完全に分解された状態で廃棄されたドローンが再起動するゾンビドローンという概念を実現させた個体でもある。
センチネルズ(Sentinels)
声 - 不明
「JC JENSON IN SPAAAAACE」社ビル内に生息する多数のANTIドローン。
ドローンでありながらドローンを主食としているという風変わりな生態が特徴的となっている。
姿は恐竜のような風貌の動物型であり、人間サイズの大きさとなっている。
目の部分に眩い光を放つ機能が備えられており、目から放つフラッシュで餌であるドローンを機能停止させ、その隙に捕食するという狩り方を行なう。
また、縄張り意識が強いのか、本編においては縄張り争いも起こす様子が描かれている。
人間を含む生物の体液が苦手らしく、人間の血液を見ただけで怯えるという性質がある。

## 用語
カッパー9
本編の舞台となる惑星。人間が起こした事故の影響から、極寒かつ半永久的に続く暗闇に覆われた死の星と成り果てている。本来は自然豊かな惑星であり、人間が過ごす事が出来るほどの良好な環境であった。
アブソリュート

アブソリュート・ソルバー
コンピュータエラーの現象。
ナナイト酸　
分解ドローンの尻尾のような所から出される酸液のようなもの。この酸は分解ドローンの唾液で中和させることが可能となっている。
ゾンビドローン 　
完全に破壊されていないドローンがosから起動してしまったもの。

## スタッフ
- 原作・監督・脚本・演出・コンセプトアート - リアム・ヴィッカーズ
- エグゼクティブプロデューサー - ケビン・レルドウィチャグル、ルーク・レルドウィチャグル
- プロデューサー - ケビン・レルドウィチャグル
- 音楽 - A・J・ディスピリト
- アニメーション制作	- グリッチ・プロダクションズ

## 各話リスト
| 話数  | イトル           | 絵コンテ                                                                        | 公開日          |
| ----- | ---------------- | ------------------------------------------------------------------------------- | --------------- |
| 第1話 | Pilot            | リアム・ヴィッカーズ                                                            | 2021年 10月29日 |
| 第2話 | Heartbeat        | リアム・ヴィッカーズ マシュー・ペッカム ジャラッド・ランブル                    | 2022年 11月18日 |
| 第3話 | The Prommening   | マシュー・ペッカム ロビン・フレンチ キャメロン・カユーム・テイラー              | 2023年 2月17日  |
| 第4話 | Cabin Fever      | マシュー・ペッカム (リード) ロビン・フレンチ キャメロン・カユーム・テイラー     | 4月7日          |
| 第5話 | Home             | マシュー・ペッカム (リード) ネダ・レイ                                          | 6月9日          |
| 第6話 | Dead End         | マシュー・ペッカム (リード) ネダ・レイ                                          | 8月18日         |
| 第7話 | Mass Destruction | マシュー・ペッカム (リード) ネダ・レイ AD・タエザ                               | 2024年 3月29日  |
| 第8話 | Absolute End     | マシュー・ペッカム (リード) AD・タエザ (シニア) リアム・ヴィッカーズ ネダ・レイ | 8月23日         |